# Trångstadstjärnet
Trångstadstjärnet är en sjö i Eda kommun i Värmland och ingår i Göta älvs huvudavrinningsområde. Sjöns area är 0,006 kvadratkilometer och den befinner sig 209 meter över havet.